# Chondrostoma phoxinus
Chondrostoma phoxinus је зракоперка из реда Cypriniformes.

## Угроженост
Ова врста се сматра угроженом.

## Распрострањење
Присутна је у следећим државама: Хрватска и Босна и Херцеговина.

## Станиште
Станишта врсте су језера и језерски екосистеми, речни екосистеми и слатководна подручја.